# Empis pseudosetitarsus
Empis pseudosetitarsus är en tvåvingeart som beskrevs av Christophe Daugeron och Patrick Grootaert 2003. Empis pseudosetitarsus ingår i släktet Empis och familjen dansflugor. Inga underarter finns listade i Catalogue of Life.